# WrestleMania 33
WrestleMania 33 foi o trigésimo terceiro evento de luta livre profissional WrestleMania produzido pela WWE, transmitido em formato pay-per-view e pelo WWE Network, que aconteceu em 2 de abril de 2017 no Camping World Stadium, na cidade de Orlando, Flórida. Contou com a participação dos lutadores dos programas Raw e SmackDown.
Este foi o segundo WrestleMania realizado no mesmo estádio (que também sediou o WrestleMania XXIV em 2008 quando se chamava Citrus Bowl), o terceiro a acontecer na Flórida (após o XXIV e o XXVIII), o oitavo a ocorrer em uma arena aberta (depois do IX, XXIV, XXVI, XXVIII, 29, 31 e 32) e o primeiro após a reintrodução da extensão de marcas.
Ao todo, foram realizados treze combates de livre luta profissional (três deles ocorreram no pré-show), que produziram um supercard. Nos eventos principais, Randy Orton derrotou Bray Wyatt para conquistar o Campeonato da WWE, Brock Lesnar derrotou Goldberg para ganhar o Campeonato Universal e Roman Reigns derrotou The Undertaker. Nos combates preliminares, AJ Styles derrotou Shane McMahon e Seth Rollins derrotou Triple H. O evento também contou com o retorno dos Hardy Boyz (Jeff Hardy e Matt Hardy), que conquistaram o Campeonato de Duplas do Raw em uma luta de escadas.
WrestleMania 33 teve uma recepção mista da crítica especializada. A longa duração do evento, a falta de "combates memoráveis" e a atuação de Reigns foram os pontos mais criticados. Entretanto, o retorno dos Hardys e a despedida de Undertaker após seu combate receberam os maiores elogios. Durante o show, a WWE indiciou que o público total foi de 75.245 espectadores, embora esse número tenha sido contestado posteriormente.

## Produção

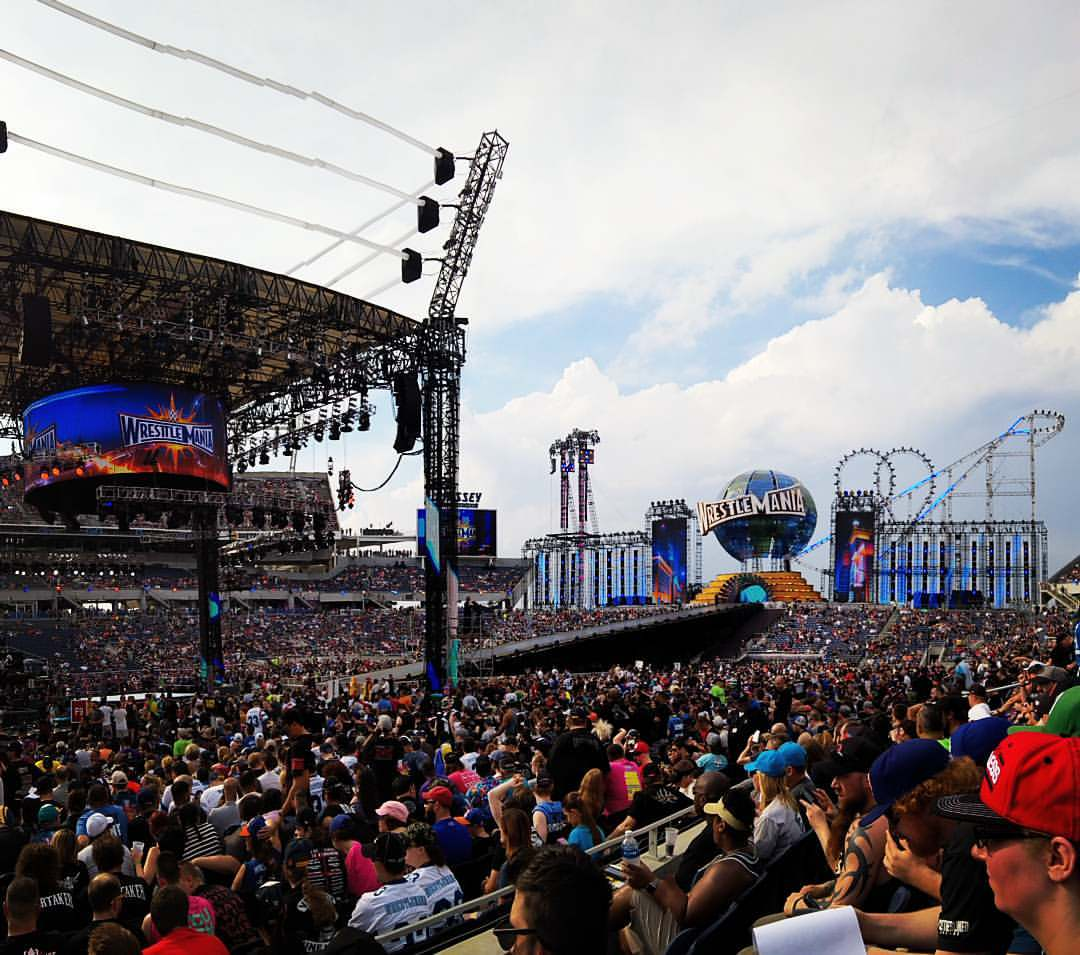
O Camping World Stadium durante a WrestleMania 33.

O WrestleMania é considerado o principal evento da WWE, sendo descrito como o Super Bowl do entretenimento esportivo.
Em 8 de março de 2016 foi anunciado em uma coletiva de imprensa que o Camping World Stadium (conhecido anteriormente como Citrus Bowl), localizado em Orlando, Flórida, seria a cidade-sede do WrestleMania 33, que seria realizado em 2 de abril de 2017. Também foi anunciado que a semana de festividades ("WrestleMania Week"), convenção de fãs (WrestleMania Axxess), a cerimônia do Hall da Fama da WWE e o episódio do Raw do dia seguinte ao WrestleMania aconteceriam no Amway Center, localizado na mesma cidade. Como ano anterior, um episódio especial do NXT foi marcado para a véspera do WrestleMania.
Os pacotes de viagem foram colocados à venda em 31 de outubro de 2016, que além do ingresso para o pay-per-view, incluíam bilhetes para todos os eventos ocorridos naquela semana e alojamento em hotel. Os preços variavam de US$ 950 até US$ 5.900 por pessoa. Os ingressos individuais foram postos à venda em 18 de novembro através do Ticketmaster, com preços que variavam de US$ 38 a US$ 2.130. O WrestleMania também esteve disponível gratuitamente para novos assinantes no serviço de assinatura mensal da WWE, o WWE Network.
Desde o WrestleMania 31, o evento não é creditado numericamente em propagandas e anúncios, sendo descrito assim apenas para organizar os eventos cronologicamente. Segundo o presidente da WWE, Vince McMahon, marcar o evento com números o deixaria com aspecto de antigo. Em vez disso, o uso de símbolos ligados à região onde o WrestleMania se realizaria era uma melhor opção. Para 2017 foi escolhido uma representação do sol para integrar a publicidade do evento.
O evento teve quatro músicas-tema: "Greenlight" de Pitbull (com participações de Flo Rida e LunchMoney Lewis), "Like a Champion" de Danger Twins, "Flame" de Tinashe e "Am I Savage?" de Metallica. Além disso, o grupo The New Day (Big E, Kofi Kingston e Xavier Woods) foi anunciado como anfitrião do evento e Tinashe também foi agendada para cantar "America the Beautiful" no começo do show.

## Antes do evento
WrestleMania 33 teve combates de luta livre profissional de diferentes lutadores com rivalidades e histórias pré-determinadas, que se desenvolveram no Raw e SmackDown — programas de televisão da WWE, tal como nos programas transmitidos pelo WWE Network - 205 Live, Main Event e NXT. Os lutadores interpretarão um vilão ou um mocinho seguindo uma série de eventos para gerar tensão, culminando em várias lutas.

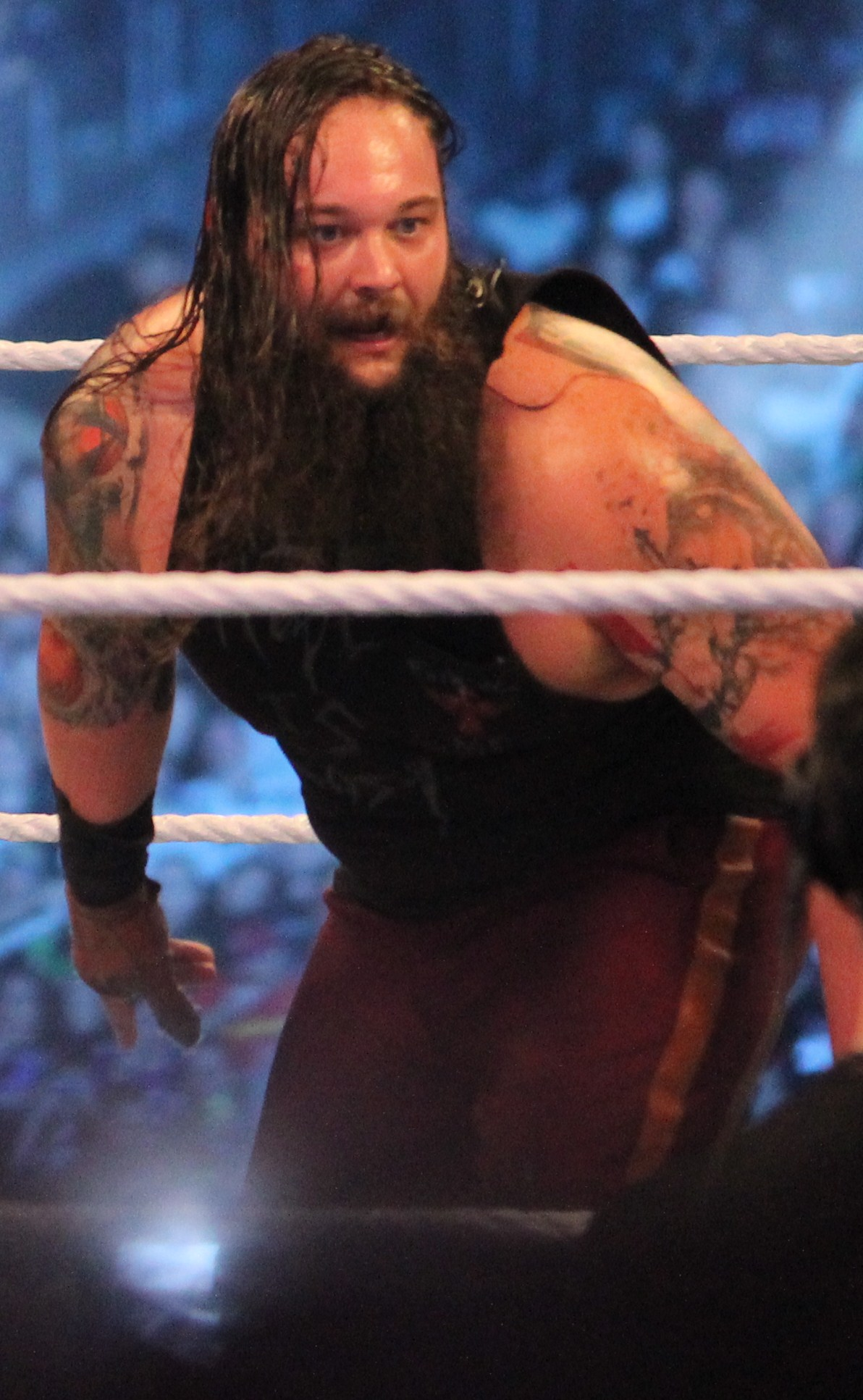
Bray Wyatt defendeu o Campeonato da WWE contra Randy Orton.

No Royal Rumble, realizado em 29 de janeiro de 2017, o membro da The Wyatt Family Randy Orton venceu a luta Royal Rumble e ganhou o direito de disputar o Campeonato da WWE no WrestleMania. Duas semanas mais tarde, no Elimination Chamber, Bray Wyatt, o líder do grupo, venceu a luta homônima do evento e conquistou o título. No entanto, no SmackDown de 14 de fevereiro Orton se recusou a enfrentar Wyatt pelo cinturão no WrestleMania. Como resultado, o gerente geral Daniel Bryan marcou uma battle royal de 10 lutadores na semana seguinte para determinar o novo desafiante. A luta acabou empatada quando Luke Harper, antigo membro da Wyatt Family que havia deixado a facção a poucas semanas, e AJ Styles eliminaram um ao outro ao mesmo tempo. Isto levou a uma luta entre os dois no SmackDown de 28 de fevereiro, que Styles ganhou. Entretanto, Orton acabou traindo Wyatt no final daquele episódio depois de incendiar sua cabana e demonstrou interesse em enfrentá-lo no WrestleMania pelo Campeonato da WWE. Bryan então marcou outro combate para determinar o desafiante ao cinturão no SmackDown de 7 de março, em que Orton derrotou Styles.
No WrestleMania XX em 2004, Goldberg derrotou Brock Lesnar na última luta dos dois para a companhia até aquela data. Lesnar voltaria a WWE em 2012, enquanto Goldberg nunca mais desejou retornar à WWE, até ele começar uma relação com a empresa em janeiro de 2016 devido sua inclusão no jogo eletrônico WWE 2K17. Nos meses seguintes, Goldberg desafiou Lesnar para uma luta e os dois passaram a trocar farpas e insultos nas redes sociais e em eventos de imprensa até que no Raw de 10 de outubro, Paul Heyman, em nome de Lesnar, lançou um desafio para Goldberg, afirmando que este foi a única mancha na carreira de seu cliente na WWE. No Raw de 17 de outubro, Goldberg fez seu regresso a WWE depois de 12 anos e aceitou o desafio. Isto levou a um combate entre eles no Survivor Series, que Goldberg venceu em um minuto e vinte e seis segundos. Os dois também participaram da luta Royal Rumble, em que Goldberg eliminou Lesnar rapidamente depois de entrar. Heyman e Lesnar então desafiaram Goldberg para um último confronto no WrestleMania durante o Raw de 30 de janeiro. Goldberg aceitou a proposta na semana seguinte, mas também desafiou Kevin Owens pelo Campeonato Universal no Fastlane, onde ele ganhou o título, transformando seu combate com Lesnar em uma luta pelo cinturão.

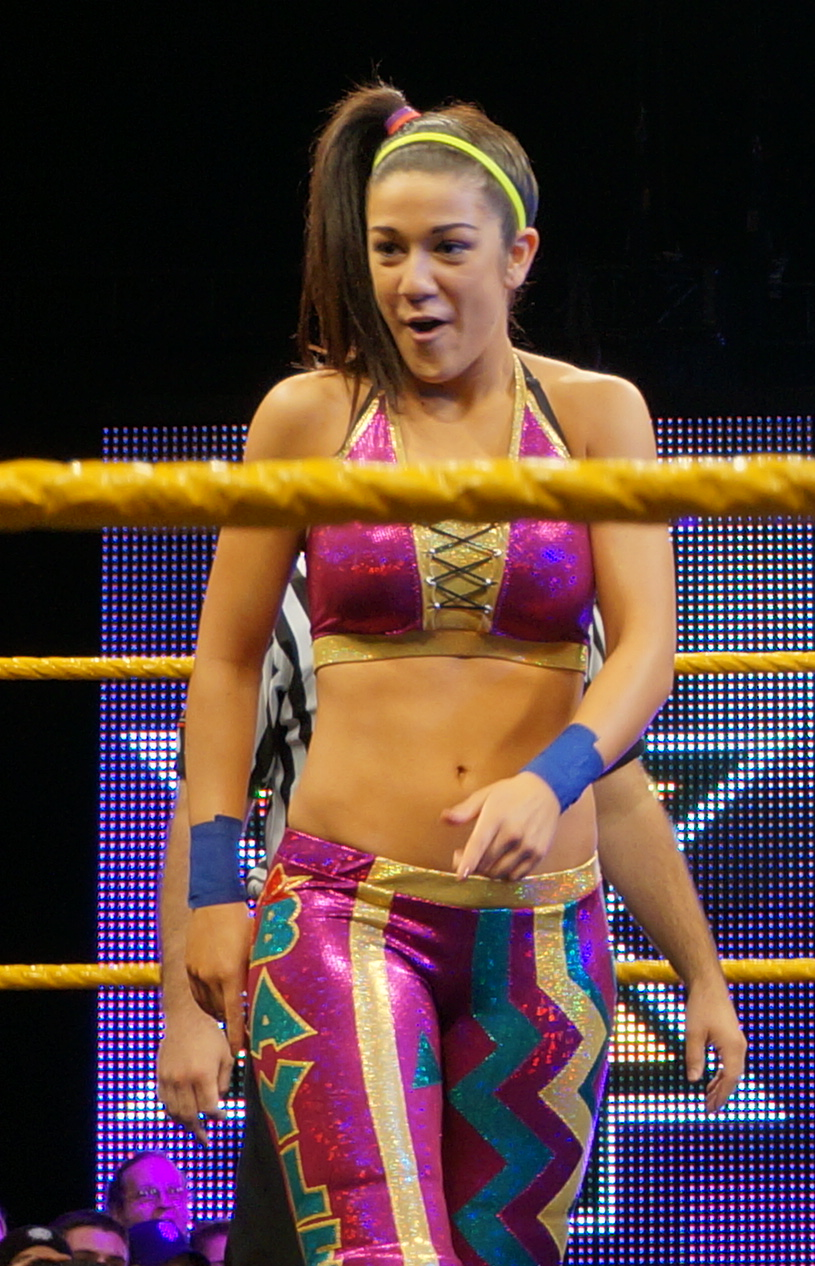
Bayley defendeu o Campeonato Feminino do Raw contra Charlotte Flair, Sasha Banks e Nia Jax.

Na metade de 2016, Chris Jericho e Kevin Owens passaram a formar equipe e ajudar um ao outro. Jericho ajudou Owens a manter o Campeonato Universal em várias ocasiões, como no Clash of Champions e no Hell in a Cell. A relação entre os dois se estremeceu quando o time liderado por eles e composto ainda por Roman Reigns, Braun Strowman e Seth Rollins, foi derrotado pelo time do SmackDown no Survivor Series. No Roadblock: End of the Line, Owens atrapalhou Jericho acidentalmente e causou sua derrota para Rollins. No entanto, mais tarde naquela noite, Jericho também atacou Owens durante sua defesa de título contra Reigns, mas revelou que aquilo se tratava de um plano para ele manter o Campeonato Universal. Os dois se reconciliaram e se uniram no Raw de 9 de janeiro de 2017 para derrotar Reings em uma luta 2-contra-1 pelo Campeonato dos Estados Unidos, em que Jericho ficou com o título. Semanas mais tarde, no Raw de 6 de fevereiro, Jericho aceitou o desafio de Goldberg em nome de Owens. Como resultado, este acabou traindo Jericho e o atacou severamente durante o Raw da semana seguinte. Jericho então acabou distraindo Owens durante seu combate e permitiu que Goldberg conquistasse o título no Fastlane. No Raw da noite seguinte, Owens explicou que tinha apenas usado Jericho nos últimos meses e que ele tinha se tornado inútil, por isso o atacou. Na sequência, Jericho desafiou Owens para uma luta no WrestleMania pelo Campeonato dos Estados Unidos, que foi aceito.
No Roadblock: End of the Line, Charlotte Flair derrotou Sasha Banks para conquistar o Campeonato Feminino do Raw pela quarta vez e como estipulação prévia, elas não poderiam mais desafiar uma a outra pelo título enquanto uma delas fosse campeã. Flair então começou uma rivalidade com Bayley, que culminou em uma luta no Royal Rumble, onde Charlotte manteve seu campeonato. No entanto, Bayley ganhou o título no Raw de 13 de fevereiro depois da ajuda de Banks. Na semana seguinte, Bayley se recusou a devolver o título a Charlotte, que então invocou sua cláusula de revanche para o Fastlane, onde mais uma vez foi derrotada após a interferência de Banks. No Raw de 6 de março, esta sugeriu uma luta com Bayley para o WrestleMania, mas Charlotte exigiu outra revanche. O gerente geral Mick Foley marcou para aquela noite uma luta entre Charlotte e Banks para determinar a desafiante ao título, no entanto, a comissária Stephanie McMahon alterou os planos de Foley, anunciando que Bayley defenderia o cinturão contra Charlotte no WrestleMania e que Banks só seria acrescentada a luta caso derrotasse Bayley, o que acabou acontecendo. No Raw de 13 de março, Bayley derrotou Nia Jax por desqualificação depois que Jax não respeitou a contagem do árbitro para parar de atacar Bayley no canto do ringue. Stephanie concedeu uma revanche a Nia na semana seguinte, que ela venceu, sendo então adicionada a luta pelo título feminino no WrestleMania. O combate entre elas foi transformado em uma luta de eliminação no Raw de 27 de março.
Durante a luta Royal Rumble, The Undertaker foi eliminado por Roman Reigns. Três semanas depois, no Raw Talk realizado após  o Fastlane, Reings afirmou em uma entrevista concedida a Jerry Lawler que ele era o maior lutador na WWE e que o ringue era o "seu quintal". Na noite seguinte, no Raw de 6 de março, Braun Strowman, que havia perdido para Reigns no Fastlane, o desafiou mais uma vez, mas vez foi The Undertaker quem apareceu, atacando Strowman até ele deixar o ringue. Reigns então apareceu para confrontar Undertaker. Após Reigns afirmar mais uma vez que era o dono do ringue da WWE, os dois olharam para o símbolo do WrestleMania, antes de Undertaker aplicar um Chokeslam em Reigns. Uma luta entre os dois no WrestleMania 33 foi confirmada na semana seguinte.
No Elimination Chamber, enquanto Nikki Bella e Natalya estavam se atacando nos bastidores, Nikki acidentalmente atingiu Maryse. Mais tarde naquela noite, o esposo de Maryse, The Miz, foi eliminado pelo namorado de Nikki, John Cena, da luta Elimination Chamber. No SmackDown de 21 de fevereiro, Nikki se colidiu mais uma vez com Maryse durante sua revanche contra Natalya. Maryse então acertou Nikki com um cano, custando-a o combate. No mesmo dia, Cena eliminou Miz da battle royal para determinar o desafiante ao Campeonato de WWE; no entanto, Miz voltou e eliminou Cena. Na semana seguinte, este último foi o convido do Miz TV, em que Miz criticou Cena por ser hipócrita, já que ele fez as mesmas coisas que The Rock, que lentamente abandou a WWE para se dedicar a Hollywood. Cena retrucou dizendo que Miz apenas copiava a identidade de outros lutadores. Maryse então deu um tapa em Cena; entretanto Nikki apareceu para auxiliar Cena. No SmackDown de 7 de março, Miz e Maryse atacaram Cena e Nikki, com Miz afirmando que ele estava cansado das mentiras de Cena e de seu relacionamento falso. Os dois continuaram os insultos no episódio seguinte, o que fez com que Cena e Nikki viessem confrontá-los no ringue. Daniel Bryan então marcou uma luta de duplas mistas entre eles para o WrestleMania.

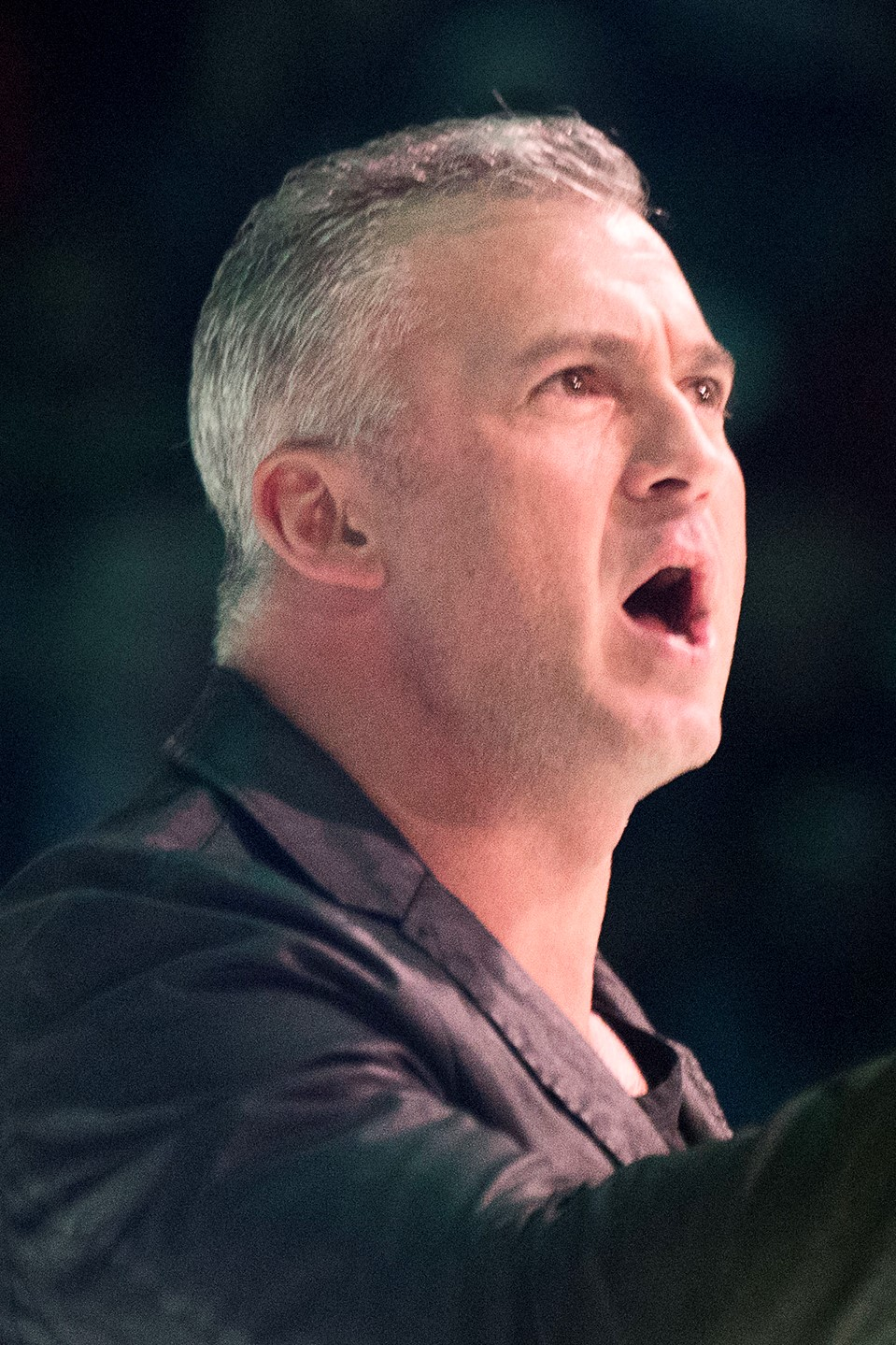
Shane McMahon enfrentou AJ Styles.

No Royal Rumble, AJ Styles perdeu o Campeonato da WWE para John Cena. Styles foi então adicionado a luta Elimination Chamber pelo título, mas o comissário do SmackDown Shane McMahon também prometeu-o uma revanche individual. Após Cena perder o cinturão para Bray Wyatt no Elimination Chamber e invocar sua cláusula de revanche no SmackDown seguinte, Styles interveio, argumentando que ele deveria receber a revanche primeiro. Para resolver o impasse, Daniel Bryan marcou uma luta triple threat pelo título naquela noite, que Wyatt ganhou. Quando Randy Orton se recusou a enfrentar Wyatt pelo Campeonato da WWE no WrestleMania, Styles participou de uma battle royal para determinar o novo desafiante, que terminou empatada depois dele e Luke Harper tocarem o chão ao mesmo tempo. Na semana seguinte, Styles derrotou Harper para se tornar no desafiante; no entanto, Orton reclamou seu direito de enfrentar Wyatt no WrestleMania. Shane e Bryan decidiram que Styles deveria enfrentar Orton para finalmente determinar quem enfrenaria Wyatt. Desta vez, Styles foi derrotado. Após o show sair do ar, Styles foi confrontar Shane nos bastidores. Na semana seguinte, Styles disse que estava cansado de Bryan e Shane, culpando-os por não ter uma luta no WrestleMania. Mais tarde, Styles atacou Shane e o jogou contra a janela de um carro; como consequência, ele foi demitido por Bryan. Entretanto, Shane anunciou que enfrentaria Styles no WrestleMania.
Durante a luta Elimination Chamber, Baron Corbin foi eliminado pelo campeão intercontinental Dean Ambrose. Revoltado, Corbin atacou Ambrose antes de sair da câmara. No SmackDown seguinte, Ambrose queria sua vingança, mas foi mais uma vez atacado por Corbin. Os dois participaram da battle royal para determinar o desafiante ao Campeonato da WWE, em que Ambrose eliminou Corbin, que voltou ao ringue para atacar Ambrose, que foi eliminado posteriormente. Ambrose tentou confrontar Corbin nas duas semanas seguintes, mas Corbin continuou atacando-o nos bastidores e indicou seu desejo de tomar seu Campeonato Intercontinental. No SmackDown de 14 de março, Corbin desafiou oficialmente Ambrose pelo cinturão, que aceitou a proposta na semana seguinte.

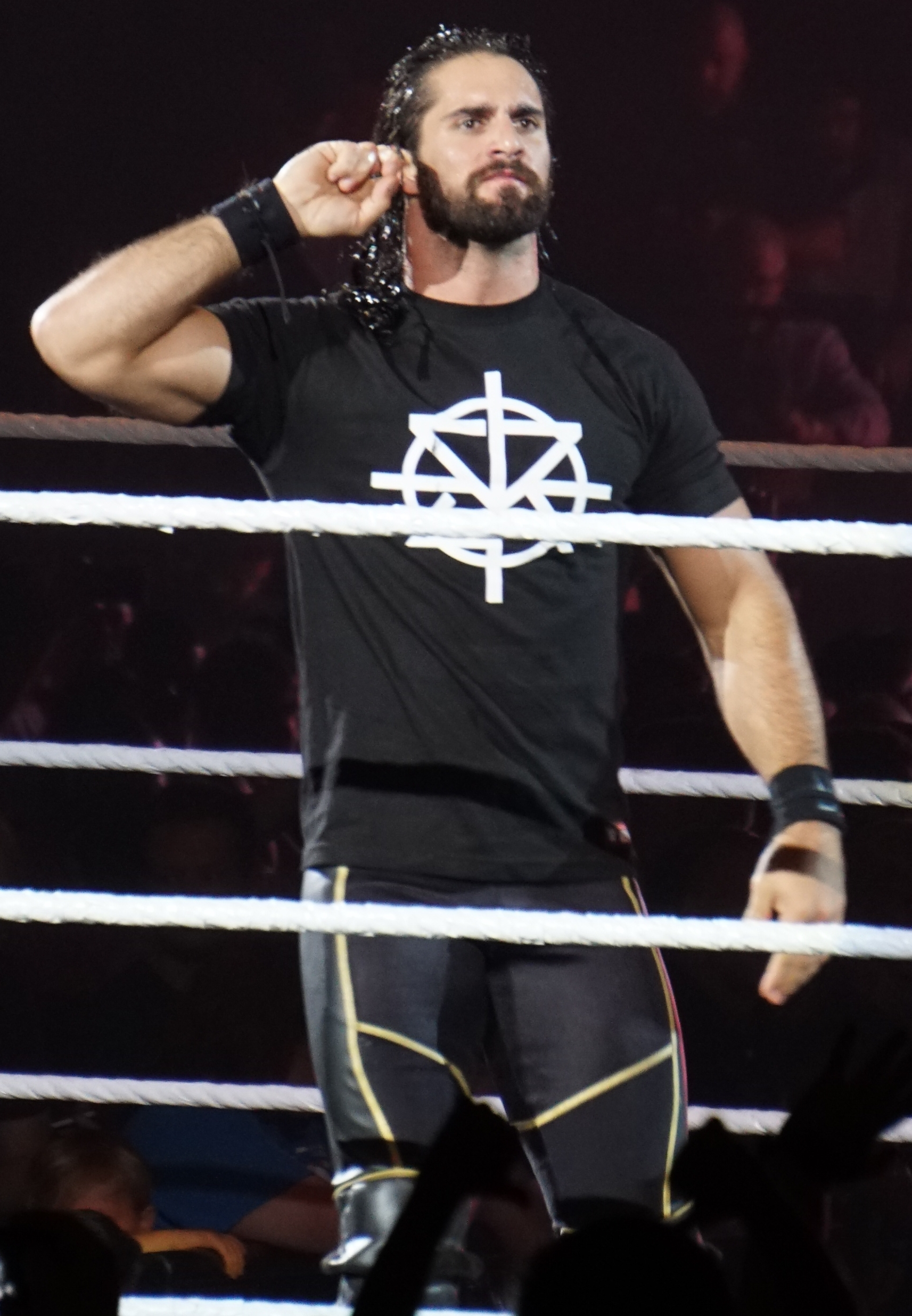
Seth Rollins enfrentou Triple H em uma luta não-sancionada.

No Raw de 2 de junho de 2014, Seth Rollins traiu seus companheiros de The Shield Dean Ambrose e Roman Reigns ao se aliar a Triple H e a The Authority. Nos meses seguintes, Rollins ganhou a luta Money in the Bank no evento daquele ano com a ajuda de seu novo grupo e posteriormente o Campeonato da WWE no WrestleMania 31. Depois de Rollins ser forçado a abdicar o título devido a uma lesão em novembro de 2015, ele retornou na metade de 2016, quando foi incapaz de conquistar o Campeonato Universal ao ser derrotado por Finn Bálor no SummerSlam. Após Bálor se lesionar, um mini-torneio foi criado para determinar o novo campeão. Na final, Rollins enfrentou Big Cass, Reigns e Kevin Owens no Raw de 29 de agosto de 2016. Durante a luta, Triple H apareceu e ajudou Rollins, antes de atacá-lo e dar a vitória a Owens. Rollins não mencionou o fato até dezembro daquele ano, quando passou a desafiar Triple H. Rollins então invadiu o NXT TakeOver: San Antonio e desafiou Triple H para uma luta, mas este apenas pediu para os seguranças o escoltaram para fora da arena. Os dois se confrontaram pela primeira vez no Raw de 30 de janeiro de 2017, quando Triple H afirmou que Rollins o tinha desapontado. Rollins tentou responder, mas o estreante Samoa Joe o atacou. Com o ataque, Rollins se lesionou novamente. Rollins retornou no Raw de 27 de fevereiro para falar sobre seu estado e Triple H o advertiu que era melhor que ele não fosse ao WrestleMania, porque se fosse, ele o destruiria. Rollins então afirmou que ele estaria no evento. No Raw de 13 de março, os dois se atacaram, com Triple H focando o joelho de Rollins. Na semana seguinte, o fisioterapeuta de Rollins, Kevin Wilk, afirmou que ele não estava apto para competir no WrestleMania, mas Triple H o desafiou para uma luta não-sancionada, que Rollins aceitou no Raw de 27 de março.
Em rivalidades memores, Daniel Bryan anunciou no SmackDown de 7 de março que Alexa Bliss defenderia o Campeonato Feminino do SmackDown contra todas as lutadoras disponíveis do programa depois que Bliss afirmou ser a "maior lutadora do SmackDown". No mesmo dia, Mojo Rawley e Apollo Crews foram os primeiros lutadores confirmados para a battle royal pelo troféu em memória de André the Giant. No Raw de 13 de março Mick Foley marcou uma luta de três duplas pelo Campeonato de Duplas do Raw entre os campeões Luke Gallows e Karl Anderson contra Enzo Amore e Big Cass e Cesaro e Sheamus para o WrestleMania depois que Gallows e Anderson interferiram no combate para determinar os desafiantes entre as outras duas equipes. O combate entre eles foi transformado em uma luta de escadas no Raw de 27 de março. Um dia depois, no 205 Live de 14 de março, Austin Aries venceu uma  luta fatal 5-way contra T.J. Perkins, Tony Nese, Akira Tozawa e The Brian Kendrick para se tornar no desafiante ao Campeonato dos Pesos-Médios de Neville.

## Evento

### Miscelânea
Os comentaristas em inglês do evento foram Michael Cole, Corey Graves, Byron Saxton, Tom Phillips, John "Bradshaw" Layfield, David Otunga, Jim Ross e Jerry Lawler, que se revezaram durante os combates do Raw e SmackDown. Também houve equipes de transmissão em espanhol, alemão, francês, italiano, russo, português do Brasil e em japonês. O painel de analistas do pré-show foi formado por Renee Young, Booker T, Jerry Lawler, Shawn Michaels e Lita. JoJo Offerman e Greg Hamilton foram os anunciadoras de ringue. Al Roker também anunciou uma luta. Charly Caruso e Maria Menounos atuaram como repórteres de bastidores.
No início do show, Tinashe cantou "America the Beautiful". Pitbull também apresentou a música-tema de "Greenlight" durante o evento.
Durante o evento, os membros do Hall da Fama da WWE introduzidos em 2017 foram apresentados: Beth Phoenix, Diamond Dallas Page, Kurt Angle, Rick Rude (representado por sua família), The Rock 'n' Roll Express (Ricky Morton e Robert Gibson), Theodore Long e Eric LeGrand.

### Pré-show

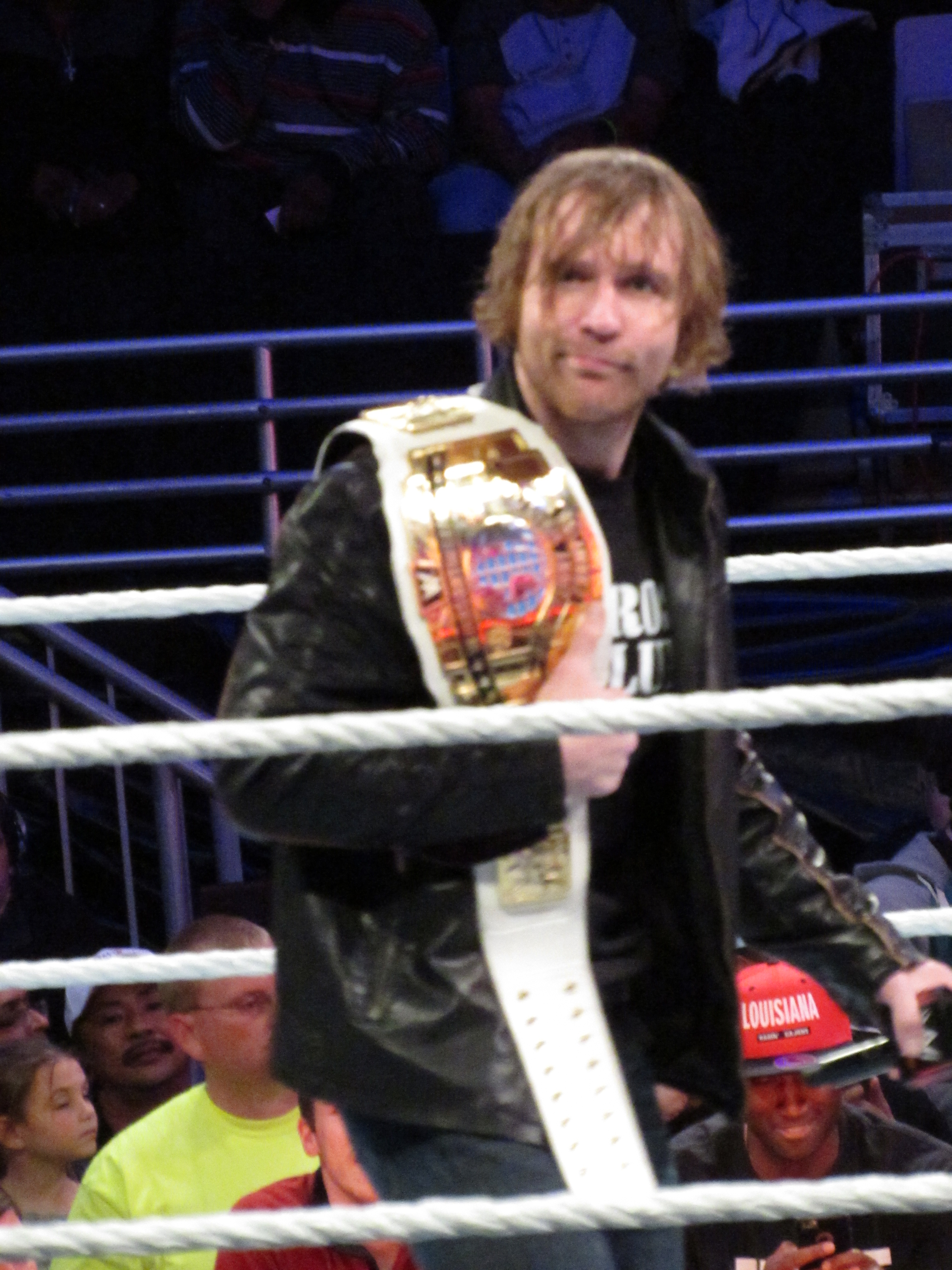
Dean Ambrose defendeu com sucesso seu Campeonato Intercontinental contra Baron Corbin no pré-show.

Três lutas foram realizadas no pré-show, que teve duas horas de duração. Foi transmitido no WWE Network, WWE.com, Facebook, Google+, Pinterest e YouTube, com a segunda hora também sendo transmitida no USA Network.
Na primeira luta, Neville defendeu o Campeonato dos Pesos-Médios contra Austin Aries. No final, Aries tentou aplicar o Last Chancery, mas Neville escapou do golpe e aplicou um Red Arrow em Aries, conseguindo o pin para vencer o combate.
A luta seguinte foi a battle royal em memória de André the Giant. Mojo Rawley venceu ao eliminar por último Jinder Mahal depois de receber a ajuda do jogador Rob Gronkowski.
No último combate do pré-show, Dean Ambrose defendeu o Campeonato Intercontinental contra Baron Corbin e manteve o título depois de reverter um End of Days em um Dirty Deeds, conseguindo o pin em Corbin.

### Lutas preliminares
Na primeira luta do show principal, AJ Styles enfrentou Shane McMahon. No final, quando o árbitro foi nocauteado acidentalmente, McMahon usou uma lata de lixo para aplicar um Coast-to-Coast, mas não conseguiu vencer o confronto. Ele então tentou um Leap of Faith em cima da mesa dos comentaristas, mas Styles se esquivou do golpe, fazendo com que ele quebrasse a mesa. Após a tentativa fracassada de realizar o pin, McMahon tentou um Shooting star press, mas Styles reverteu a manobra em um Phenomenal Forearm, conseguindo então realizar o pin com sucesso.
No combate seguinte, Chris Jericho defendeu o Campeonato dos Estados Unidos contra Kevin Owens. Durante a luta, Owens usou a manobra característica de Jericho, a submissão Walls of Jericho, mas este conseguiu escapar do golpe. No fim, Owens aplicou um Pop-up powerbomb do lado de fora do ringue e conseguiu vencer, ganhando assim seu primeiro título americano.
Bayley então enfrentou Charlotte Flair, Nia Jax e Sasha Banks em uma luta fatal 4-way de eliminação pelo Campeonato Feminino do Raw. Jax foi eliminada depois de um Powerbomb triplo seguido pelo pin realizado pelas outras três ao mesmo tempo. Banks foi eliminada depois que Charlotte escapou de um Bank Statement, que a jogou em um tensor do ringue que estava desprotegido. No final, Charlotte colidiu no mesmo local, permitindo a Bayley realizar um Diving elbow drop para vencer o combate e manter o título.

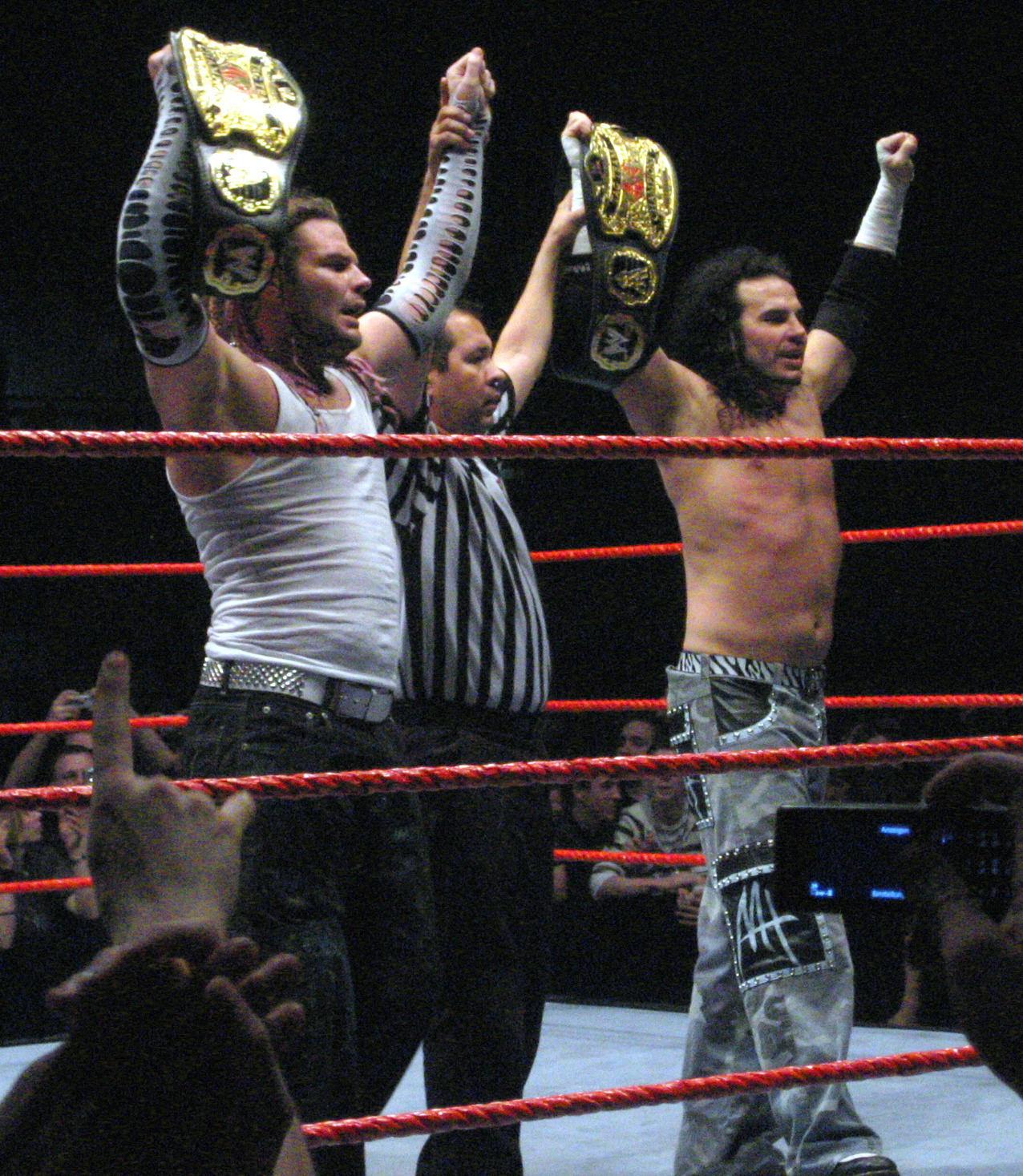
The Hardy Boyz (Jeff Hardy e Matt Hardy) retornaram a WWE durante a luta de escadas e conquistaram o Campeonato de Duplas do Raw de Luke Gallows e Karl Anderson.

No confronto seguinte, Luke Gallows e Karl Anderson estavam originalmente escalados para defender o Campeonato de Duplas do Raw em uma luta de escadas contra Enzo Amore e Big Cass e Cesaro e Sheamus. No entanto, a New Day anunciou que os retornados The Hardy Boyz (Jeff Hardy e Matt Hardy) também participariam do combate. Estes conquistaram os títulos depois que Matt aplicou um Twist of Fate em uma escada em Anderson e de Jeff aplicar um Swanton Bomb em Cesaro e Sheamus em cima de escadas, para Matt então conseguir pegar os cinturões.
John Cena e Nikki Bella enfrentaram The Miz e Maryse em uma luta de duplas mistas na sequência. No final, Cena e Nikki aplicaram Five Knuckle Shuffles em seus oponentes, seguido por um Attitude Adjustment de Cena em Miz e de um Rack Attack 2.0 de Nikki em Maryse. Depois da luta, Cena pediu Nikki em casamento, que ela aceitou.
Na sexta luta, Seth Rollins enfrentou Triple H (que estava acompanhado por Stephanie McMahon) em uma luta não-sancionada. Durante toda a luta Triple H visou atacar o joelho lesionado de Rollins, incluindo com um Figure four leglock invertido, que Rollins conseguiu escapar rolando para fora do ringue. Triple H então tentou atacá-lo com uma marreta, mas não conseguiu por causa de um enzuigiri aplicado por Rollins. Ele pegou a marreta e tentou usá-la, mas Stephanie impediu, permitindo que Triple H aplicasse um Pedigree, mas Rollins conseguiu escapar. Triple H tentou repetir o movimento, mas desta vez em cima da última corda; no entretanto Rollins reverteu a manobra em um Phoenix Splash. No final, Rollins tentou realizar um Superkick, mas Triple H se esquivou e acabou esbarrando em Stephanie, que caiu em uma mesa que estava armada do lado de fora do ringue. Aproveitando a distração, Rollins aplicou um Pedigree e conseguiu fazer o pin com sucesso em Triple H.

### Lutas principais
Na primeira das três lutas principais, Bray Wyatt defendeu seu Campeonato da WWE contra Randy Orton. Logo no começo Orton tentou aplicar um RKO em Wyatt, que rolou para fora do ringue para escapar. Durante toda a luta Wyatt fez jogos mentais com Orton, fazendo aparecer imagens de diferentes insetos na lona do ringue. Ele então conseguiu realizar um Sister Abigail na barreira de proteção. Depois que Orton conseguiu voltar ao ringue, ele aplicou duas vezes o RKO e conseguiu o pin, conquistando assim seu nono título da WWE.
No combate seguinte, Goldberg defendeu seu Campeonato Universal contra Brock Lesnar (que estava acompanhado por Paul Heyman). Nos primeiros instantes da luta Lesnar conseguiu aplicar três German suplexes em Goldberg, que imediatamente revidou com dois Spears, fazendo com que Lesnar saísse do ringue. Goldberg conseguiu realizar um terceiro Spear, desta vez através da barreira de proteção. Ele rolou Lesnar para dentro do ringue e aplicou um Jackhammer, mas Lesnar conseguiu escapar do pin. Goldberg então tentou outro Spear, mas Lesnar revidou com mais seis German suplexes, seguido de um F-5. Lesnar então conseguiu realizar o pin com sucesso para capturar o Campeonato Universal. Esta foi a primeira derrota limpa em lutas individuais na carreira de Goldberg.

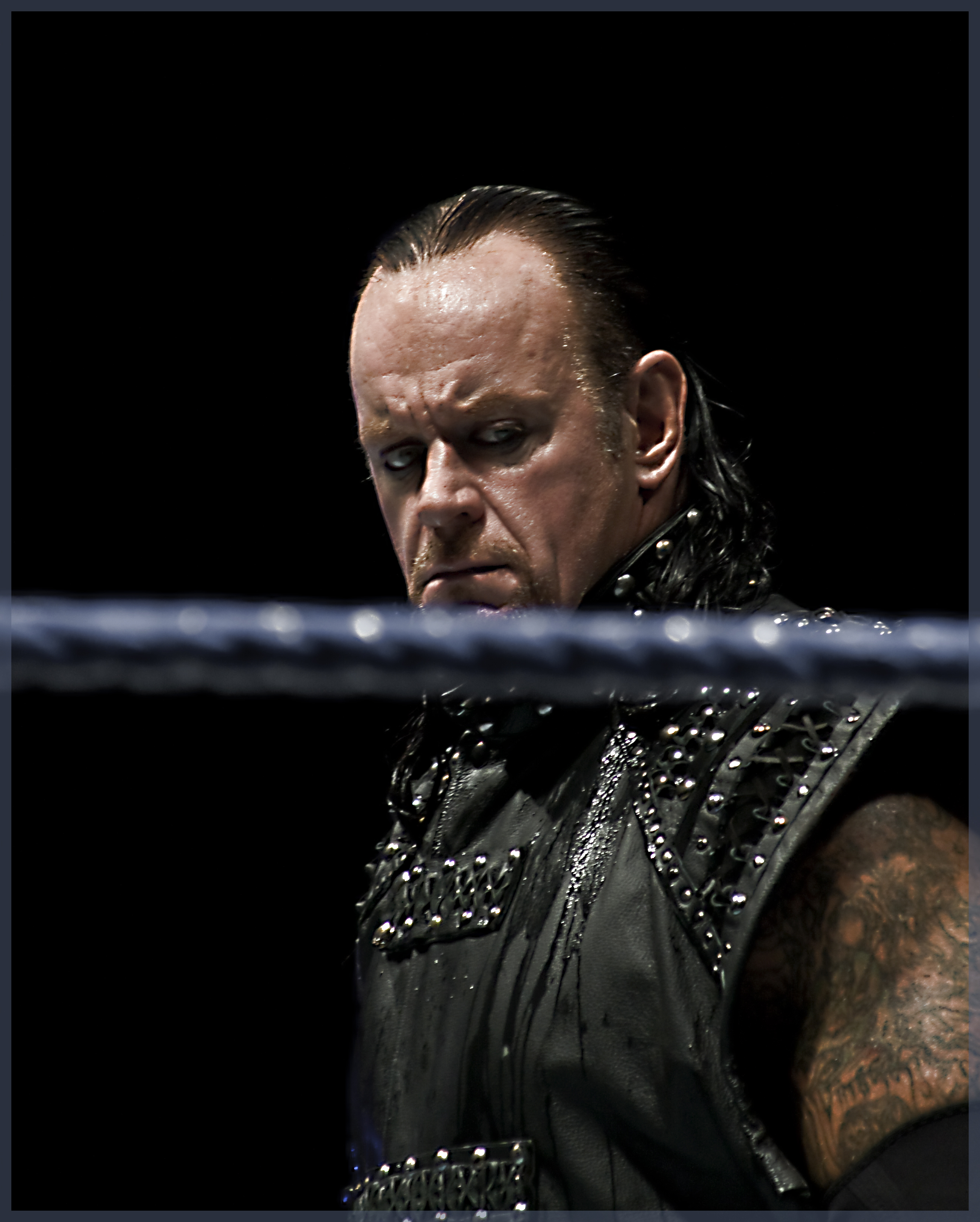
The Undertaker sofreu sua segunda derrota em WrestleManias para Roman Reigns.

Na penúltima luta da noite, Alexa Bliss defendeu seu Campeonato Feminino do SmackDown contra Becky Lynch, Naomi, Natalya, Mickie James e Carmella (acompanhada de James Ellsworth) em um desafio six pack. Naomi conquistou o título depois de submeter Bliss a um Slay-o-Mission.
Na última luta da noite, The Undertaker enfrentou Roman Reigns em uma luta No Holds Barred. Durante o combate, Undertaker aplicou um Chokeslam em Reigns na mesa dos comentaristas. Este porém revidou o golpe aplicando um Spear no mesmo local. Posteriormente Undertaker conseguiu um Last Ride, mas Reigns escapou do pin. Ele ainda conseguiu aplicar um Tombstone Piledriver, mas Reigns escapou mais uma vez. Este tentou outro Spear, mas Undertaker o prendeu em um Hell's Gate, porém Reigns saiu da submissão. Ele então atacou Undertaker com uma cadeira e aplicou outros dois Spears, dois quais Undertaker conseguiu escapar do pin. Reigns então aplicou um Superman punch. Undertaker tentou levantar-se de seu modo característico, mas não conseguiu. Reigns então aplicou um quinto Spear e conseguiu realizar o pin em Undertaker, sendo esta sua segunda derrota em WrestleManias, deixando seu recorde em 23–2. Depois da luta, Undertaker deixou simbolicamente suas luvas, casaco e chapéu no centro do ringue e fez seu gesto característico com o braço no meio da rampa de entrada antes de ir embora.

## Recepção
WrestleMania 33 recebeu avaliações mistas. Matt Geradi e Kevin Pang fizeram a crítica do The A.V. Club. Pang criticou o evento por ser "longo e exaustivo de se assistir em casa", por nenhum dos combates ser um forte candidato a "luta do ano" e por ter "surpresas mínimas". Já para Geradi, o evento excedeu suas expectativas e "o modo como as histórias foram contadas estiveram no ponto durante toda a noite", mas foi um "show tremendamente forçado". Os dois concordaram que "nada importava", já que a WrestleMania "foi uma história sobre o fim da carreira de The Undertaker" e que o evento principal foi "triste", com Pang o descrevendo como "desagradável". Segundo Geradi, a "simpatia e expressividade" de Shawn Michaels fizeram da aposentadoria de Ric Flair no WrestleMania XXIV algo "comovente e memorável", mas "Reigns não fez nada, a não ser demonstrar incredulidade e exasperação", como "se fosse algo normal para ele". Por fim, Geradi concluiu que o Undertaker "merecia cada segundo do longo adeus que ele recebeu".
Dave Meltzer do Wrestling Observer Newsletter descreveu o WrestleMania 33 como "um show longo, mas extremamente interessante", que foi encerrado com a "cerimônia de aposentadoria" de Undertaker, cuja luta foi "tão boa quanto se poderia esperar". Meltzer descreveu que embora o público estivesse cansado no final do evento principal, a WWE "claramente abaixou o som" e "então eles soltaram os fogos de artifício". Com relação ao combate de Lesnar e Goldberg, o revisor achou que fizeram "o que era esperado" e a "luta foi praticamente perfeita considerando o quão tarde era", com o público ao vivo "enlouquecendo por tudo isso". Ele também considerou alguns momentos do embate entre Styles e Shane McMahon "espetaculares". Meltzer ainda achou pouco o tempo que deram para a luta pelo Campeonato Feminino do Raw, o combate de escadas fraco comparado aos anos anteriores, apesar da plateia ter "ficado completamente enlouquecida com os Hardys". E embora a WWE "possa ter abaixo o barulho do público" para a proposta de Cena, Meltzer sentiu que aquilo era "realmente grande". Por fim, o revisor atribuiu a vitória de Rawley "em grande parte pela cobertura mainstream de Rob Gronkowski".
Jack de Menezes do The Independent escreveu que o WrestleMania 33 foi "uma noite emocional para os fãs", especialmente devido ao "final brutal" da carreira de Undertaker, criticando Reigns por ser "decepcionante". De Menezes questionou se a "passagem óbvia da tocha feita pela WWE" era "a decisão certa". O revisor descreveu o retorno dos Hardys como "incrível e triunfante", a luta entre Orton e Wyatt como um "caso assustador e perturbador", a vitória de Naomi como "uma volta ao lar memorável", o confronto de Shane e Styles como uma luta "cheia de momentos de destaque" e a proposta de Cena como "impensável".
Segundo a WWE, 75.245 pessoas compareceram no Camping World Stadium. Porém esse número foi contestado. O The A.V. Club escreveu que era "quase certamente era um número falso" já que a WWE "tem tido a reputação de inflar descontroladamente a assistência de seus eventos — como Vince McMahon disse uma vez que o número falso é para fins de entretenimento". Dave Meltzer descreveu-o como "um número total trabalhado ainda mais do que o habitual."

## Resultados
↑  Ordem de eliminação: Primo (Raw), Kalisto (SD), Simon Gotch (SD), Heath Slater (SD), Jey Uso (SD), Goldust (Raw), Konnor (SD), Big Show (Raw), Viktor (SD), Braun Strowman (Raw), Curt Hawkins (SD), R-Truth (Raw), Rhyno (SD), Aiden English (SD), Curtis Axel (Raw), Jimmy Uso (SD), Jason Jordan (SD), Chad Gable (SD), Tyler Breeze (SD), Fandango (SD), Sin Cara (Raw), Mark Henry (Raw), Tian Bing (NXT), Epico (Raw), Bo Dallas (Raw), Apollo Crews (SD), Dolph Ziggler (SD), Luke Harper (SD), Titus O'Neil (Raw), Sami Zayn (Raw),  Killian Dain (NXT) e Jinder Mahal (Raw).